# Warnie Kępy
Warnie Kępy ['varɲɛ 'kɛmpɨ] (deutsch: Warnitz-Wiesen oder Warnitzwiesen) ist eine Insel im Rückseitendelta der Swine in Polen. 
Die Insel liegt zwischen der Stara Świna (Alten Swine) und dem Wicko Wielkie (Großen Vietziger See). Im Norden ist sie durch den Wasserlauf Kacza (Große Beerlose) von der Insel Wydrza Kępa (Treumanns Wiese) und durch die Leisnitz von der Insel Koński Smug (Hengst-Wiese) getrennt, im Osten durch den Wasserlauf Byczy Rów (Vier-Ochsen-Loch) von den Inseln Gęsia Kępa (Behrens-Holm) und Wołcza Kępa (Wulwenkämpe). 
Die Insel ist unbewohnt und steht wegen ihrer vielen Tierarten besonderen Schutz bietenden Natur (insbesondere Vogelbrutgebiete) unter Naturschutz.